# EasyCALL
easyCALL – polski operator telekomunikacyjny, działający na rynku od 2005 r.
easyCALL oferuje usługi telefonii internetowej (bezpłatne połączenia telefoniczne w obrębie sieci, płatne połączenia telefoniczne do sieci stacjonarnych i komórkowych na całym świecie, odbieranie połączeń na własny numer telefoniczny) oraz usługi dodatkowe (takie jak połączenia przez numer dostępowy, aplikacja dla telefonów komórkowych, usługi faksowe).
Usługa oparta jest na protokole SIP.
Operator udostępnia własną numerację we wszystkich strefach numeracyjnych w Polsce, pozwala również na przenoszenie numerów od innych operatorów.
Rozmowy wykonywać można za pomocą bramek voip lub dedykowanego komunikatora Multikontakt.
Od roku 2008 easyCALL oferuje również usługi telefonii stacjonarnej i dostępu do sieci Internet na łączach TP pod marką ekotel. Usługa dostępna jest na terenie całego kraju.
easyCALL oferuje swoje usługi w modelu resellerskim również innym operatorom. Resellerom dostępne są następujące usługi: VoIP, WLR, BSA, IPTV, MVNO
Od 11 kwietnia 2011 Spółka notowana jest na NewConnect – alternatywnym systemie obrotu Giełdy Papierów Wartościowych w Warszawie.
W 2014 firma została sklasyfikowana na 39. miejscu w rankingu Delloite Fast 50 CE.